# 雷頌德THANK YOU演唱會
雷頌德THANK YOU演唱會是香港流行音樂創作人雷頌德的演唱會，於2013年6月21日至23日在香港體育館（紅磡體育館）舉行，合共演出3場。

## 背景及製作
《雷頌德THANK YOU演唱會》由東亞娛樂有限公司主辦，寰亞娛樂有限公司合辦，東方表行贊助，門票售價分別為港幣580元、380元、200元，演唱會以「Thank You」為主題，回顧雷頌德入行 20年以來的音樂作品，第一輯宣傳海報以歌手黎明和陳慧琳為主角，並展示出「一個人寫的歌、一個樂壇、一個時代」等宣傳字句，其後邀請多名歌手參與拍攝另一輯宣傳海報。此演唱會於2013年6月21日至23日在紅磡體育館舉行，雷頌德在自己數百首作品中，挑選數十首歌曲，大部份歌曲由原唱者以嘉賓身份演唱，表演嘉賓包括黎明、陳慧琳、楊千嬅及陳曉東等二十多名歌手。

## 評論
評論認為雷頌德在演唱會的初期宣傳以久休歌手重組或演出、演出歌手的戀情及個人於樂壇的經驗為話題，透過參與演唱的歌手本身的吸引力，賴以觀眾期望知道歌手的私人生活，讓更多觀眾知道他是這些的作曲人及監製，來建構起這個演唱會帶給觀眾的印象，演唱會的海報以演唱雷頌德最多作品的男歌手黎明和女歌手陳慧琳作賣點，能夠吸引喜愛黎明或陳慧琳的觀眾注意，容易讓觀眾產生雷頌德打造了上述兩名歌手當紅時候的印象，惟未能讓人產生「一個人寫的歌、一個樂壇、一個時代」的印象。

## 影音作品
《雷頌德THANK YOU 演唱會2013 Live》現場專輯於2013年11月12日發行，曾於《IFPI香港唱片銷量大獎頒獎禮2013》獲得「最暢銷本地現場錄製音像出品」獎，專輯全長217分鐘，收錄曲目如下：

| DVD 1 - On Your Mark Medley - 打開天空（陳慧琳／陳曉東） - Big Four（The Big Four） - 男仕今天你很好（鄭秀文） - 發熱發亮（鄭秀文） - Saying Thank You 1 - 強（RubberBand） - 兩個人的煙火（應昌佑） - Saying Thank You 2 - 借借你肩膊（陳曉東） - 烈女（楊千嬅） - Saying Thank You 3 - 可惜我是水瓶座（楊千嬅） - 小城大事（楊千嬅） - 滾（楊千嬅／梁漢文） - Saying Thank You 4 - 七友（梁漢文） - Saying Thank You 5 - 七年（方力申／鄧麗欣） - 好心好報（方力申／鄧麗欣） - 情歌（側田） - Saying Thank You 6 - 年年有今日（古巨基／側田／方力申／6號@RubberBand） - 大師作品（古巨基） - Saying Thank You 7 - 挑戰者（羅敏莊） - Saying Thank You 8 - 好心分手（盧巧音） - 深藍（盧巧音） - Saying Thank You 9 - 一片痴（李治廷） - Saying Thank You 10 - 野孩子（蘇永康） - 愛妳（許志安） - Saying Thank You 11 - 我的天我的歌（許志安） - 教我如何不愛他（許志安／JW） - 心亂如麻（衛蘭） - 離家出走（衛蘭） | DVD 2 - Saying Thank You 12 - 放棄世界（倫永亮／雷頌德） - Saying Thank You 13 - 橙色一個天（Dry） - Saying Thank You 14 - 紀念日（Dry／陳慧琳） - Saying Thank You 15 - 誰願放手（陳慧琳） - 風花雪（陳慧琳） - Saying Thank You 16 - 明星（黎明） - Saying Thank You 17 - 情深說話未曾講（黎明） - 或許 未必 不過（黎明） - JW Dance Medley（Juicy Girl／ Do Me More） - Kelly Dance Medley（大日子／花花宇宙／失憶週末） - Leon Dance Medley（全日愛／聽身體唱歌／越夜越有機） - Saying Thank You 18 - Baby Song（雷頌德） - Saying Thank You 19 - 就算世界無童話（群星） |